# Aeropuerto Internacional de Zacatecas
El Aeropuerto Internacional General Leobardo C. Ruiz o Aeropuerto Internacional de Zacatecas  (Código IATA: ZCL - Código OACI: MMZC - Código DGAC: ZCL), es un aeropuerto internacional localizado en Zacatecas, Zacatecas, México. Es comúnmente conocido como Aeropuerto de Calera debido a que se cree popularmente que está localizado en el municipio de Calera de Víctor Rosales. El aeropuerto recibe tráfico aéreo nacional e internacional de la ciudad de Zacatecas.

## Información
Ciudad colonial considerada patrimonio cultural de la humanidad, ubicada en el estado del mismo nombre. Además de ser una región muy visitada por turistas nacionales y extranjeros, Zacatecas es la entidad de mayor producción en plata y el segundo en la producción de plomo, cobre, zinc y oro. 
Para 2021, Zacatecas recibió a 375,930 pasajeros, mientras que para 2022 recibió a 433,952 pasajeros, según datos publicados por el Grupo Aeroportuario Centro Norte.

## Aerolíneas y destinos

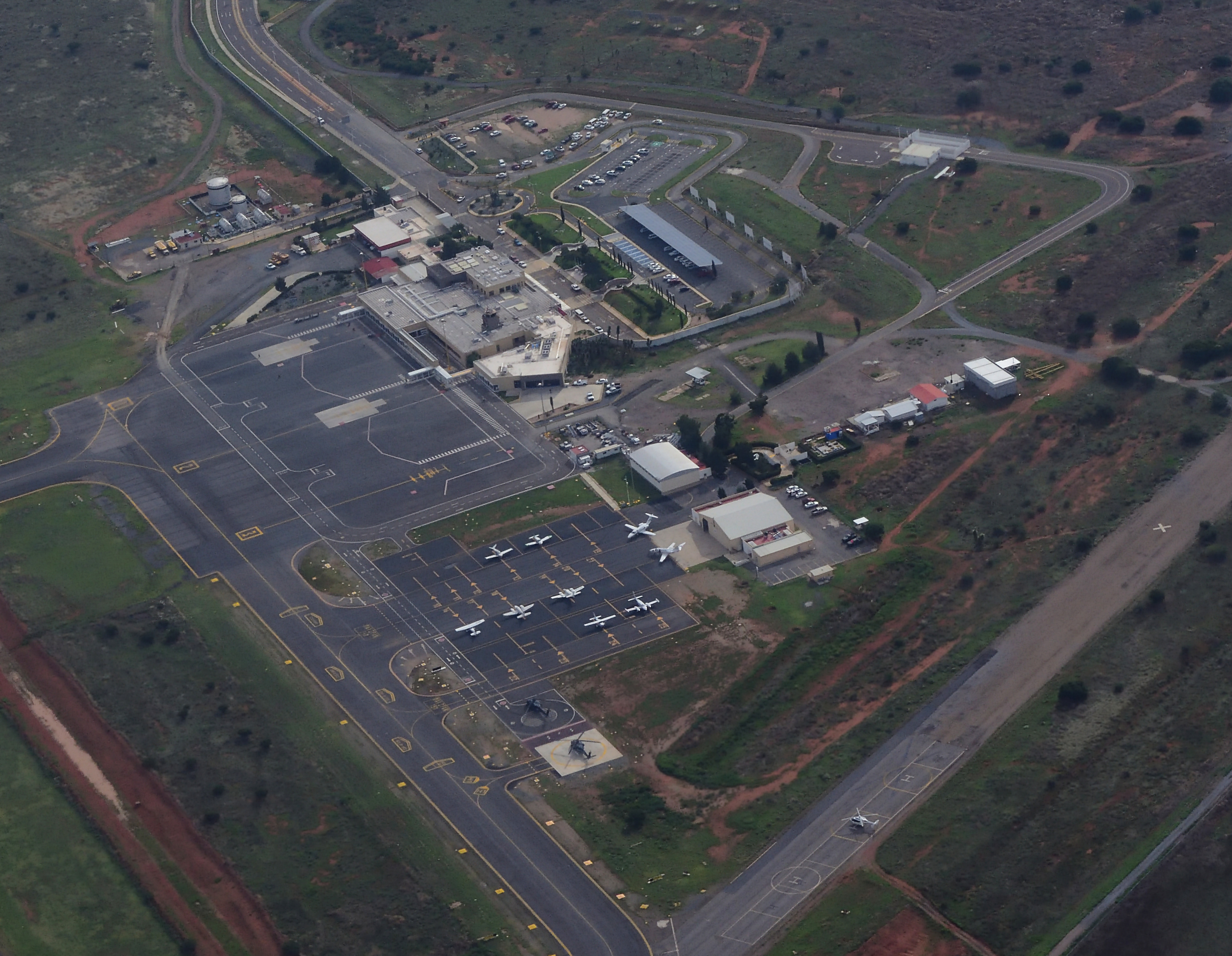
Vista aérea del aeropuerto.

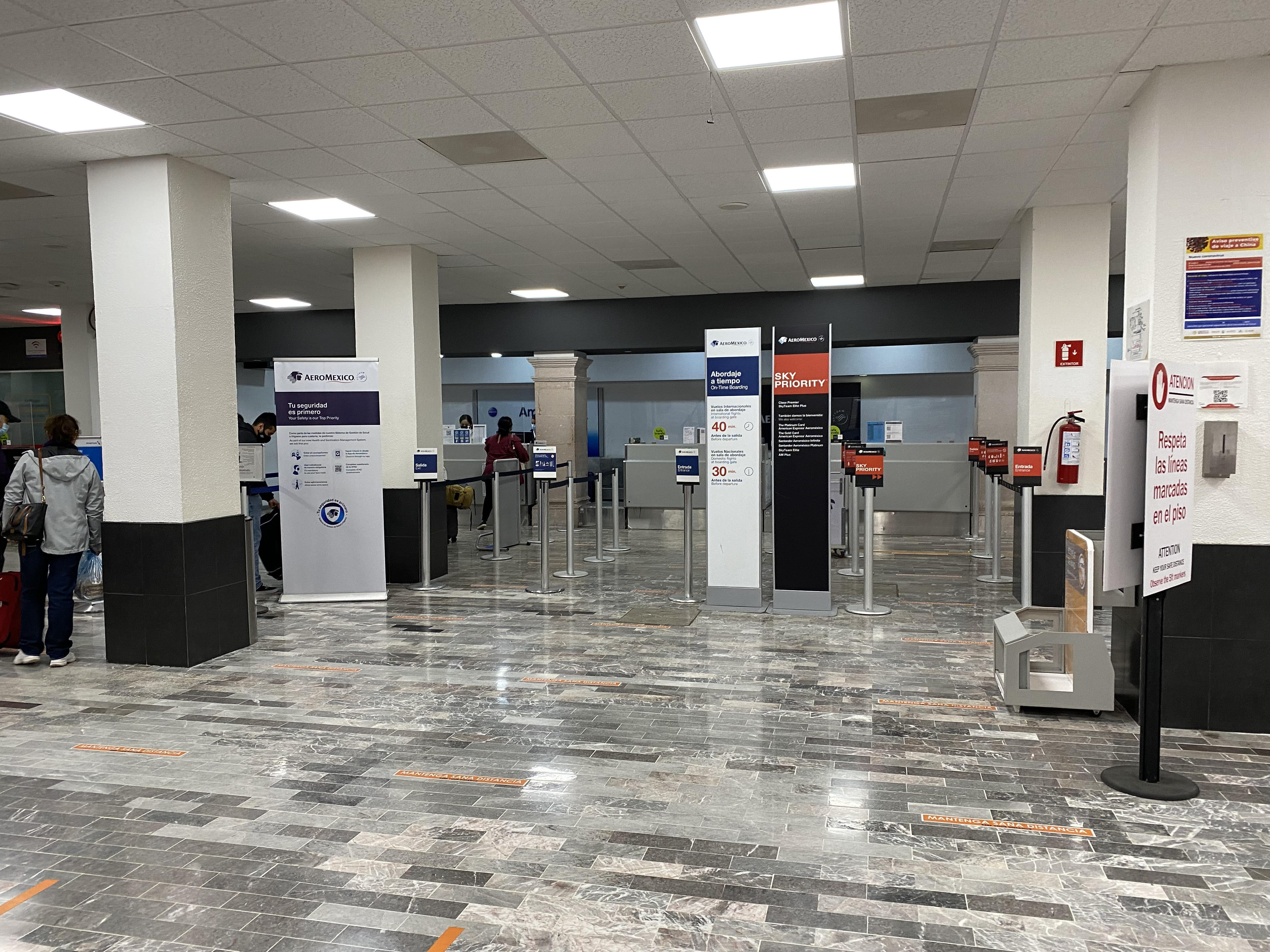
Mostradores de documentación del aeropuerto.

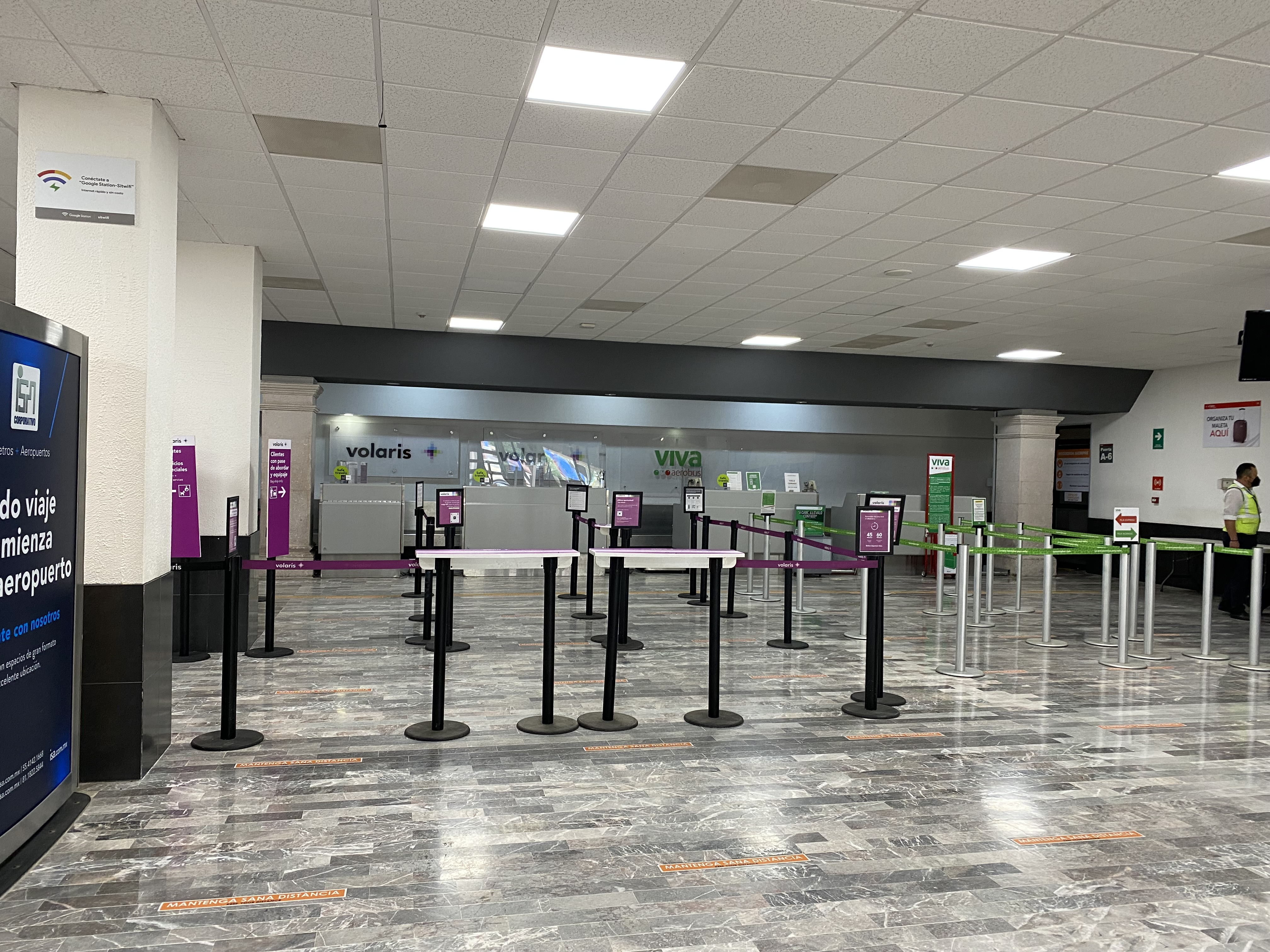
Mostradores de documentación del aeropuerto.

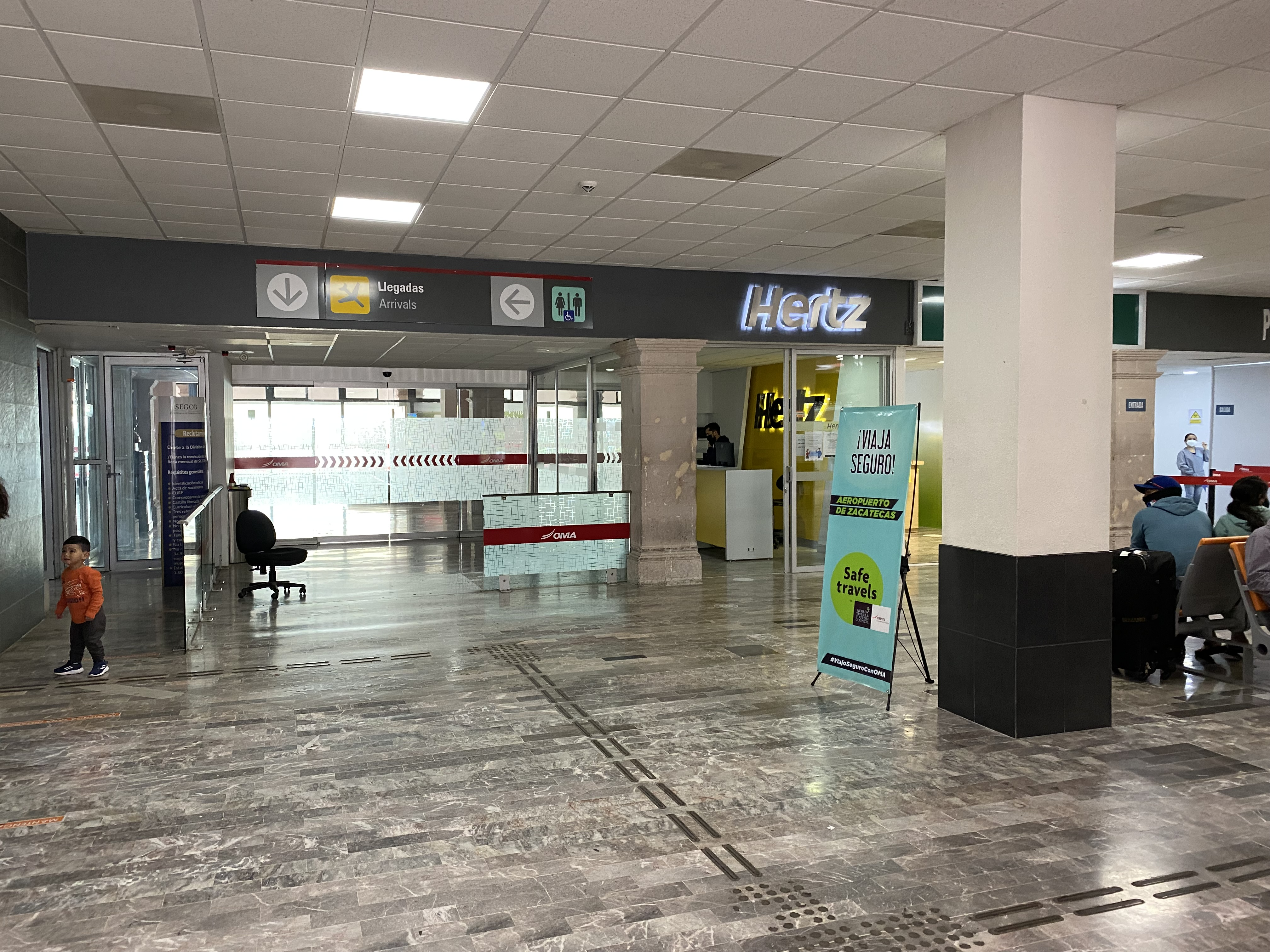
Arrendadoras de autos del aeropuerto.

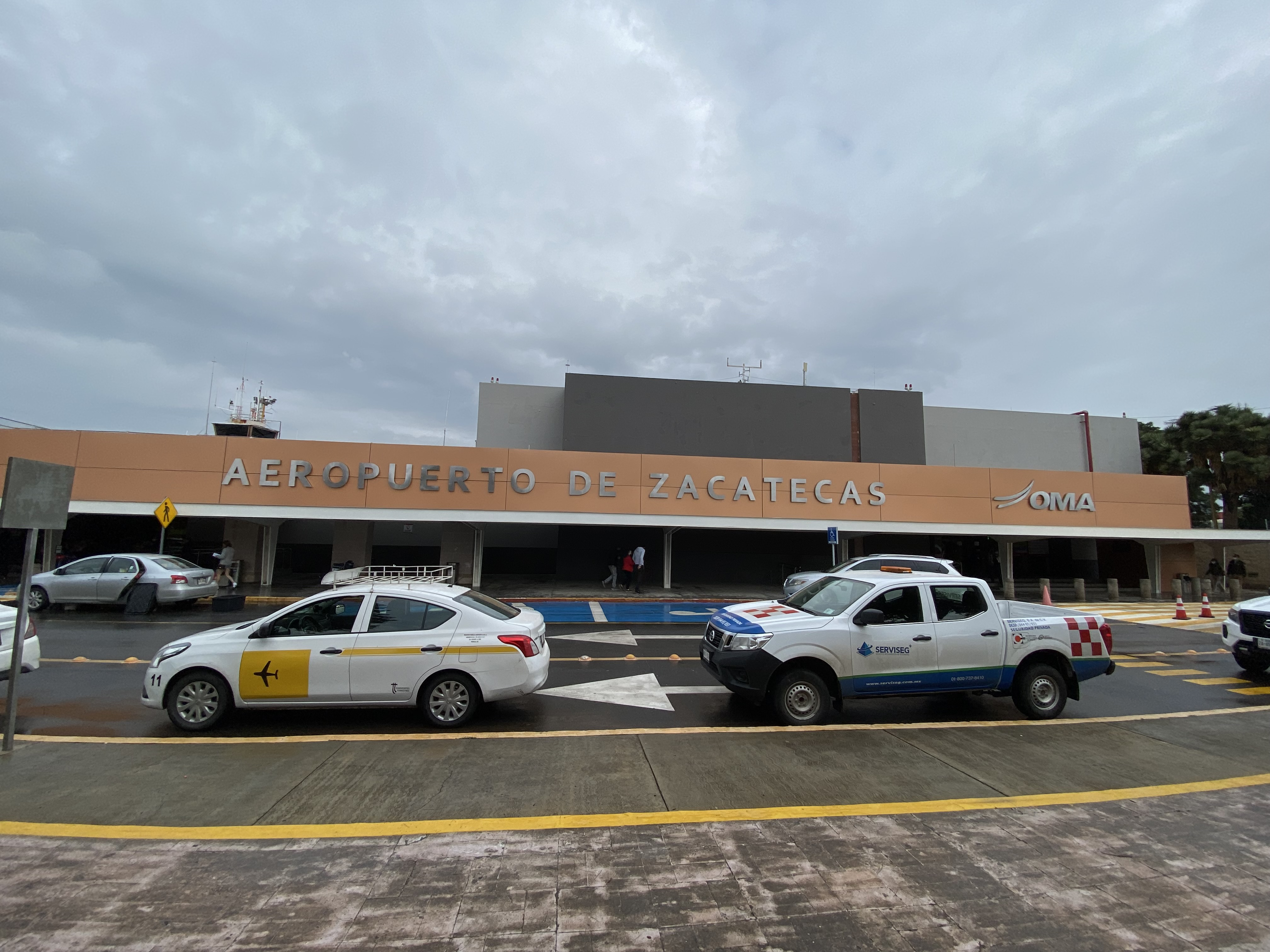
Fachada del aeropuerto.

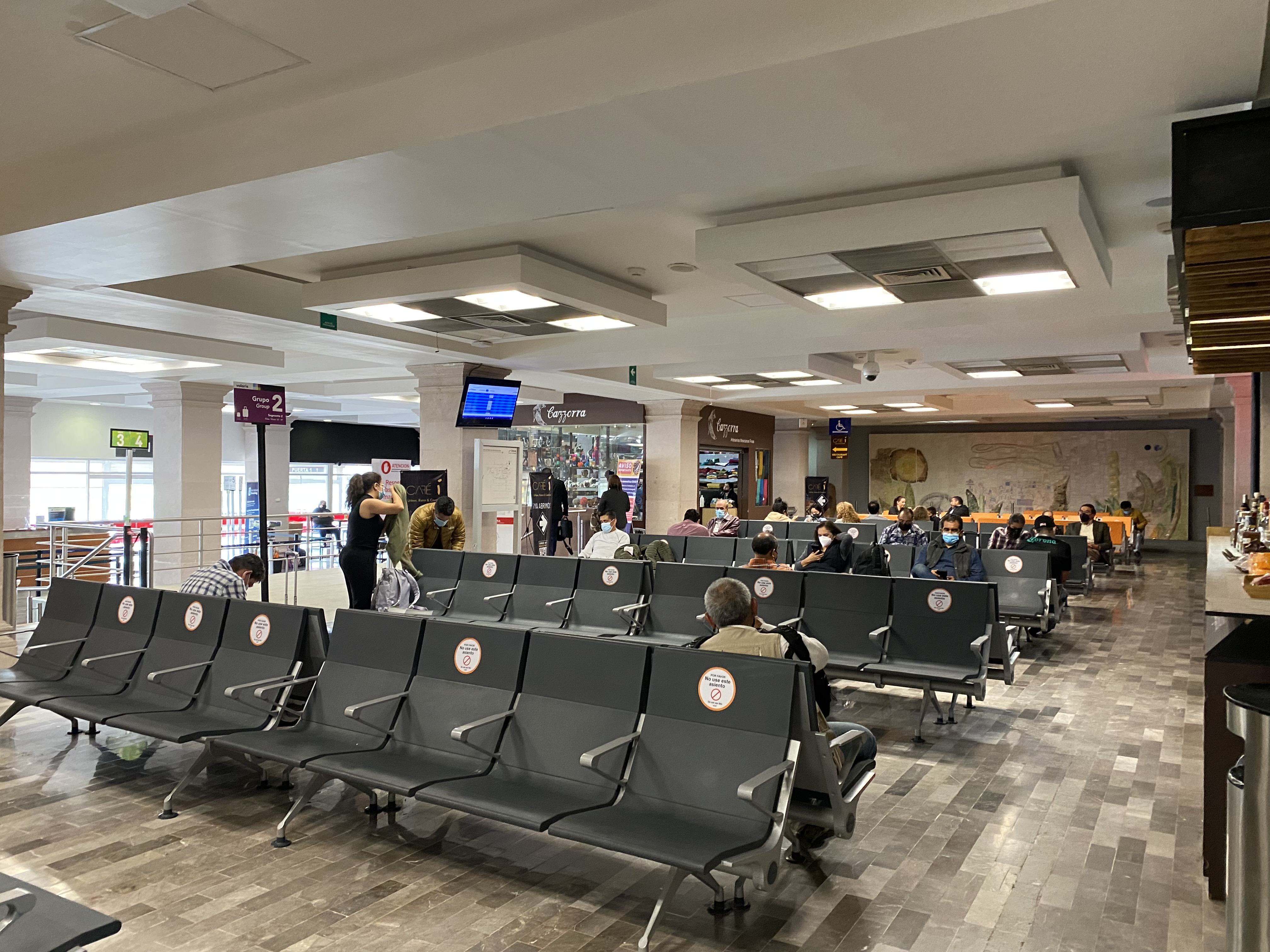
Sala de espera del aeropuerto.

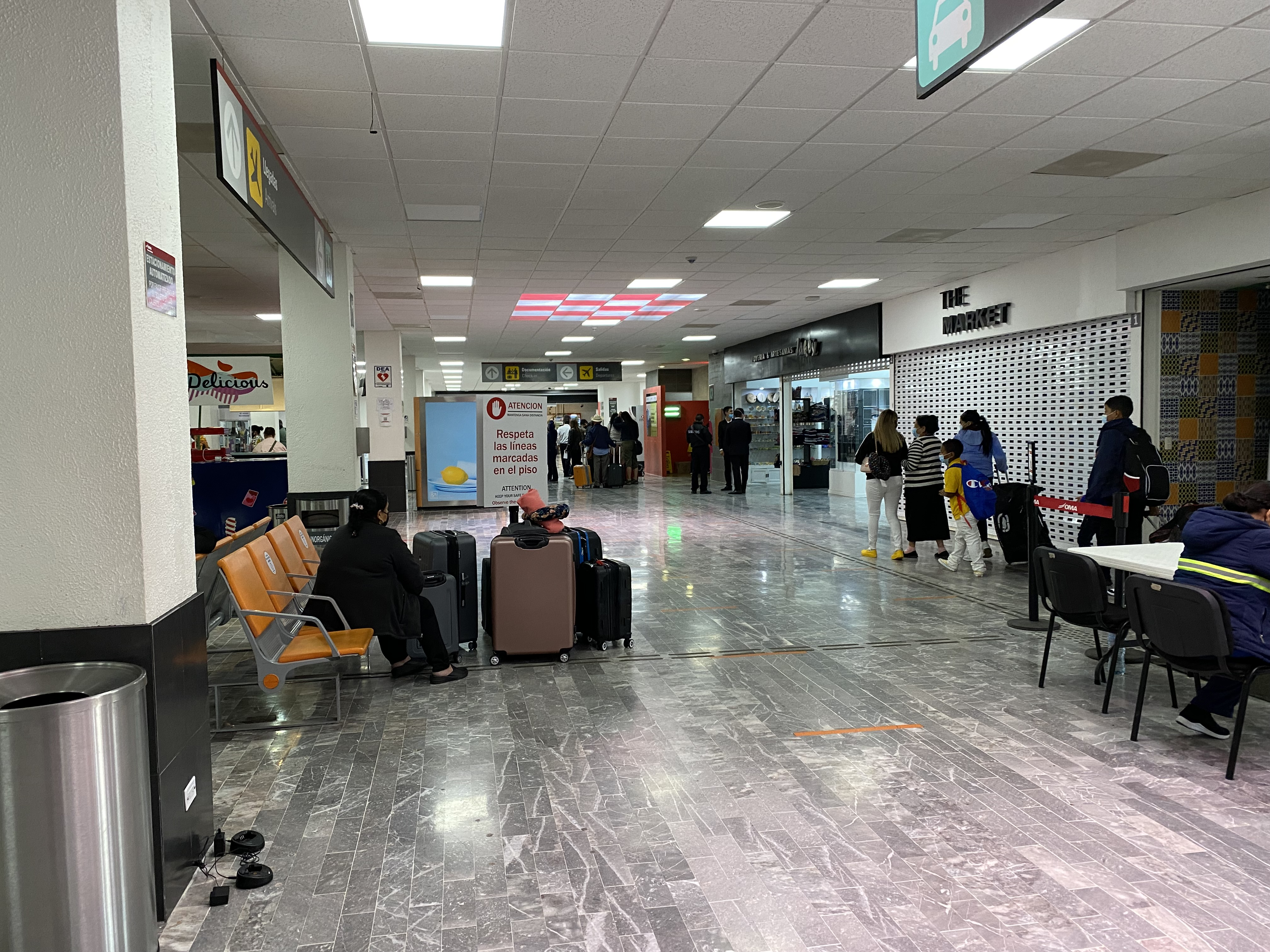
Pasillo principal del aeropuerto.

### Pasajeros
| Destinos por aerolínea                                                                            | Destinos por aerolínea                                                                                  | Destinos por aerolínea | Destinos por aerolínea |
| Aerolínea                                                                                         | Destinos                                                                                                |                        |                        |
| ------------------------------------------------------------------------------------------------- | --- | ---------------------- | ---------------------- |
| Aeroméxico Connect                                                                                | Ciudad de México                                                                                        |                        |                        |
| American Eagle                                                                                    | Dallas/Fort Worth                                                                                       |                        |                        |
| Volaris                                                                                           | Chicago-Midway, Denver (inicia el 2 de noviembre de 2025), Los Ángeles, Oakland, San José (CA), Tijuana |                        |                        |
| Total: 8 destinos (2 nacionales, 6 internacionales), 3 aerolíneas (2 nacionales, 1 internacional) | |                        |                        |

### Destinos nacionales
Se brinda servicio a 2 ciudades dentro del país a cargo de 2 aerolíneas. El destino de Aeroméxico es operado por Aeroméxico Connect.
| Ciudad de México (MEX) | • |   |   | 1 |
| Tijuana (TIJ)          |   | • |   | 1 |
| Total                  | 1 | 1 | 0 | 2 |

### Destinos internacionales
Se brinda servicio a 6 ciudades extranjeras en Estados Unidos, a cargo de 2 aerolíneas.
| Ciudades                                  | Nombre del aeropuerto                              | Aerolíneas                                 |              |
| Norteamérica                              | Norteamérica                                       | Norteamérica                               | Norteamérica |
| ----------------------------------------- | -------------------------------------------------- | ------------------------------------------ | ------------ |
| Estados Unidos (5 destinos, 2 aerolíneas) |                                                    |                                            |              |
| Chicago (Illinois)                        | Aeropuerto Internacional Midway                    | Volaris                                    |              |
| Dallas (Texas)                            | Aeropuerto Internacional de Dallas-Fort Worth      | American Eagle                             |              |
| Denver                                    | Aeropuerto Internacional de Denver                 | Volaris (inicia el 2 de noviembre de 2025) |              |
| Los Ángeles (California)                  | Aeropuerto Internacional de Los Ángeles            | Volaris                                    |              |
| Oakland (California)                      | Aeropuerto de Oakland de la Bahía de San Francisco | Volaris                                    |              |
| San José (California)                     | Aeropuerto Internacional de San José               | Volaris                                    |              |
| Total: 6 destinos, 1 país, 2 aerolíneas   |                                                    |                                            |              |

## Aerolíneas que volaban anteriormente al AIZ
| Aerolíneas |
| --- |
| Aeromar, Avolar, Azteca͵ Continental Express, Delta Air Lines, Mexicana, MexicanaClick, MexicanaLink, TAESA, Viva, e Interjet |

## Estadísticas

### Tráfico anual
| Año  | Pasajeros Totales | Diferencia |
| 2006 | 332,224           |            |
| 2007 | 277,339           | 16.52%     |
| 2008 | 267,344           | 3.60%      |
| 2009 | 251,602           | 5.89%      |
| 2010 | 268,577           | 6.75%      |
| 2011 | 248,029           | 7.65%      |
| 2012 | 265,264           | 6.95%      |
| 2013 | 259,677           | 2.11%      |
| 2014 | 284,625           | 9.61%      |
| 2015 | 320,065           | 12.45%     |
| 2016 | 343,136           | 7.21%      |
| 2017 | 348,714           | 1.63%      |
| 2018 | 366,871           | 5.21%      |
| 2019 | 475,241           | 29.54%     |
| 2020 | 232,352           | 51.1%      |
| 2021 | 375,930           | 61.79%     |
| 2022 | 433,952           | 14.43%     |
| 2023 | 443,582           | 2.22%      |
| 2024 | 375,020           | 15.45%     |
| ---- | ----------------- | ---------- |

### Rutas más transitadas
| Número | Ciudad                                          | Pasajeros | Ranking     | Aerolínea          |
| ------ | ----------------------------------------------- | --------- | ----------- | ------------------ |
| 1      | Tijuana, Baja California                        | 52,306    | Sin cambios | Volaris            |
| 2      | Ciudad de México                                | 50,591    | Sin cambios | Aeroméxico Connect |
| 3      | Chicago, Illinois (aeropuertos Midway y O'Hare) | 26,265    | Sin cambios | Volaris, Viva      |
| 4      | Los Ángeles, California                         | 24,540    | Sin cambios | Volaris            |
| 6      | Dallas, Texas                                   | 15,394    | 1           | American Eagle     |
| 5      | San José, California                            | 14,358    | 1           | Volaris            |

Nota:
1. ↑  Las estadísticas oficiales incluyen los aeropuertos Midway y O'Hare.

## Aeropuertos cercanos
Los aeropuertos más cercanos son:
- Aeropuerto Internacional de Aguascalientes (138km)
- Aeropuerto Internacional de San Luis Potosí (192km)
- Aeropuerto Internacional de Durango (232km)
- Aeropuerto Internacional del Bajío (246km)
- Aeropuerto Internacional de Guadalajara (271km)
- Aeropuerto Internacional de Monterrey (371km)